# 생 카스 전투
생 카스 전투(Battle of Saint Cast)는 7년 전쟁 중인 1758년 9월 11일에 프랑스 해안에서 영국 원정군이 프랑스군에게 패배한 전투이다.
7년 전쟁이 발발하자 영국군은 프랑스 본토와 전 세계 프랑스령 식민지에 다수의 상륙 작전(강습)을 실행했다. 1758년, 영국은 프랑스 북쪽 해안을 여러 차례 습격했으며, 이를 통해 프랑스 선박 나포와 파괴, 독일에 온 프랑스 육군에게 후방을 교란시키고, 사략선을 제압하여 프랑스를 혼란과 패닉에 빠지게 할 목적이었다. 생 카스 르 길도에서 일어난 습격은 일련의 공격 중 마지막 강습이었으며, 영국은 엄청난 피해를 입었다.

## 배경
생 카스 원정에는 다수의 육군과 해군이 투입되었다. 생 카스 원정에는 다수의 육군과 해군이 투입되었다. 해군은 함대를 둘로 나누어 1대는 앤슨 제독이 지휘하는 프리깃 9척에 전열함 22척으로 구성되어 있으며, 인원은 15,500명의 병력이었고, 나머지 1대는 하우 대장이 지휘하는 64문 대포를 갖춘 전열함 4척에 50문 전열함 대포를 갖춘 프리깃 10척, 슬루프 5척, 포함 2척, 투폭함 2척, 해군 6,000명, 해병대 6,000명, 수송선 100척, 바지선 20척, 보급선 10척, 커터 10척, 상선 선원 5,000명이었다. 육군은 4개 보병 여단 대포 60문, 포수 400명 경기병 수백기로 총 1만 명 이상이었다.
영국 함대의 지휘관은 조지 앤슨 제독이었으며, 부관은 리처드 하우였다. 육군의 지휘관은 토마스 블라이 중장이었다. 이에 대해 프랑스는 해안에 수많은 주둔군과 민병대가 있었지만, 해안선이 길고 영국군이 어디로 상륙할지 알지 못했다.
원정 초기에는 셰르부르 항구를 점령하는 등 눈부신 성공을 거두었다. 영국군은 항구의 부두에 정박해 있던 함선을 파괴하고, 군수품을 약탈하거나 파괴했다.
프랑스군이 도처에서 세르부르로 향해 몰려오자, 영국 원정군은 9월 5일에 승선하여 생말로로 향했다. 그러나 생말로의 수비는 단단하였고, 날씨도 악화되었기 때문에 영국군은 더 서쪽에 있는 생 카스 만으로 이동하여 작은 마을이었던 르 길도와 마티뇽 가까이에 재상륙하는 것으로 결정되었다. 9월 7일 함대는 항해를 재개했지만, 보병은 7일부터 8일, 9일 교전을 치루면서 육상으로 진군해 갔다. 9월 10일, 콜드스트림 연대가 보급품을 조달하기 위해 생 카스에 선발대로 파견되었다. 블라이 장군은 생 카스에서 3마일 떨어진 마티뇽에서 야영했다.
이때 브르타뉴의 지휘관 데귀옹 공작 임마누엘 아르망은 12개 보병 대대, 6개 기병 대대, 해안 지역 민병대 중대, 몇 개의 포병 중대가 있었다. 총 8천 ~ 9천명에 이르는 프랑스군을 도비네 후작이 지휘하여 브레스트에서 랑발과 디낭을 통해서 생 카스트로 진군해 갔다.

## 전투
블라이는 11일 오전 3시에 캠프를 접고, 9시에 생 카스의 해변에 도착했지만, 승선은 천천히 진행되었다. 운송선은 해안에서 멀리 세워져 있었고, 한 번에 약 70명을 싣고 나를 수 있을 평저선 상륙함이 처음에는 보급품과 대포, 가축, 말 등을 싣는데 사용되었다. 프랑스군이 나타나 해변에 포격을 가하고서야 군인들의 승선이 시작되었다.
블라이는 후위군 1,500명을 즉시 편성해 지휘를 듀리 소장에게 맡기고 해변의 모래 언덕에서 철수를 엄호하게 했다. 서둘러 해변에서 떠나려고 한 영국군은 공황상태에 빠졌다.